# 石油化学工業協会
石油化学工業協会（せきゆかがくこうぎょうきょうかい、英称:Japan Petrochemical Industry Association）は、東京都中央区に本部を置く石油化学製品製造業者により構成される業界団体である。
石油化学工業に関する調査・研究、情報・資料の収集などを主な事業とする。また、集めた資料を基に、石油化学製品の生産量・輸出入量・在庫量などの統計の発表も行う（統計は内容により、月次統計となるものと年次統計となるものに分けられる）。
その他、石油化学に関する理解を促すための本（「石油化学ガイドブック」や「石油化学工業の現状」（毎年７月発行）など）も刊行している。
2022年4月現在、計26社の企業が加盟している。

## 本部所在地
- 〒104-0033
東京都中央区新川一丁目4番1号

## 沿革
- 1957年（昭和32年）2月 ‐ 母体である「石油化学工業懇話会」が結成される。
- 1958年（昭和33年）6月 ‐ 「石油化学工業協会」に改組する。

## 歴代会長
- 初代　池田亀三郎(三菱油化社長)　1958年６月～1964年７月
- ２代　坂牧善一郎(日本石油化学社長)　1964年７月～1966年７月
- ３代　岩永巌(三井石油化学工業社長)　1966年７月～1968年２月
- ４代　長谷川周重(住友化学工業社長)　1968年７月～1970年７月
- ５代　岡藤次郎(三菱油化社長)　1970年７月～1972年６月
- ６代　鳥居保治(三井石油化学工業社長)　1972年７月～1974年７月
- ７代　堀深(旭ダウ社長)　1974年７月～1978年７月
- ８代　黒川久(三菱油化社長)　1978年７月～1980年７月
- ９代　土方武(住友化学工業社長)　1980年７月～1982年７月
- 10代　淡輪就直(三井石油化学工業社長)　1982年７月～1983年７月
- 11代・16代　吉田正樹(三菱油化社長)　1983年７月～1984年７月、1992年７月～1993年３月
- 12代　岸本秦延(昭和電工社長)　1984年７月～1986年７月
- 13代　鈴木精二(三菱化成工業社長)　1986年７月～1988年７月
- 14代　森英雄(住友化学工業社長)　1988年７月～1990年７月
- 15代　竹林省吾(三井石油化学工業社長)　1990年７月～1992年７月
- 17代　村田一(昭和電工社長)　1993年３月～1994年７月
- 18代　古川昌彦(三菱化成社長)　1994年７月～1996年７月
- 19代　弓倉礼一(旭化成工業社長)　1996年７月～1997年７月
- 20代　香西昭夫(住友化学工業社長)　1997年７月～1998年７月
- 21代　幸田重教(三井化学会長)　1998年７月～2000年７月
- 22代　大橋光夫(昭和電工社長)　2000年７月～2002年７月
- 23代　正野寛治(三菱化学会長)　2002年７月～2004年７月
- 24代　蛭田史郎(旭化成社長)　2004年７月～2006年７月
- 25代　米倉弘昌(住友化学社長)　2006年７月～2008年７月

## 会員会社
- 旭化成
- 出光興産
- UBE
- ENEOS
- ENEOSマテリアル
- クラレ
- KHネオケム
- サンアロマー
- JSR
- JNC
- 住友化学
- 太陽石油
- デンカ
- 東ソー
- トクヤマ
- 日鉄ケミカル&マテリアル
- 日本触媒
- 日本ゼオン
- 日本ポリエチレン
- 日本ポリプロ
- プライムポリマー
- 丸善石油化学
- 三井化学
- 三井・ダウ ポリケミカル
- 三菱ケミカル
- 三菱ガス化学
- レゾナック